# Sender Roumoules
Koordinaten: 43° 47′ 28″ N, 6° 9′ 21,2″ O

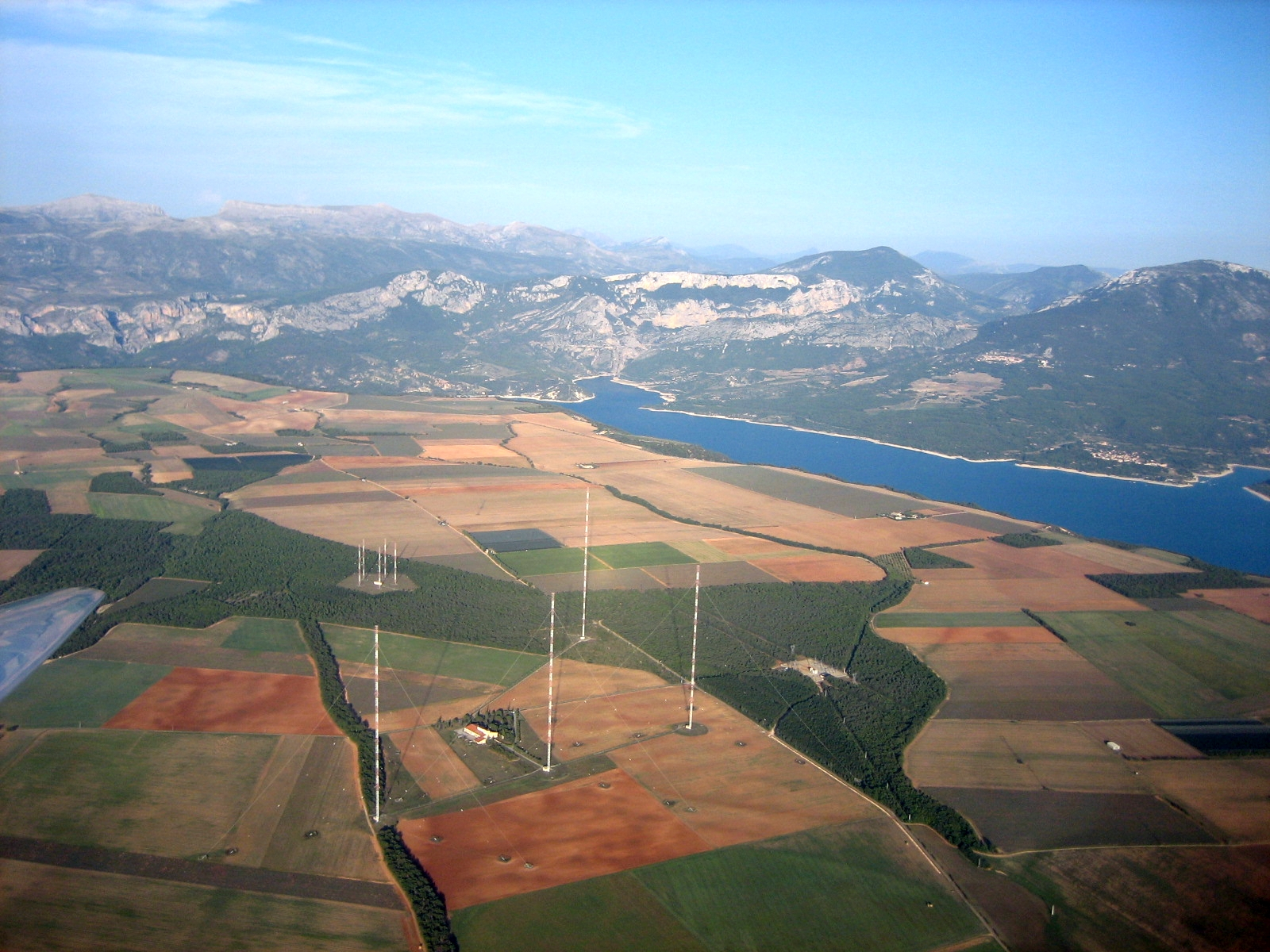
Sender Roumoules

Der Sender Roumoules ist eine Sendeanlage für die Sendung im Lang- und Mittelwellenbereich von Radio Monte Carlo nahe Roumoules in Frankreich. Die dort installierten Sender gehören zu den leistungsfähigsten in der Welt und können zur Nachtzeit in ganz Europa gut empfangen werden.

## Langwellensender
Der Langwellensender Roumoules, der 1974 in Betrieb ging, arbeitete bis März 2020 auf 216 kHz (bis 1988: 218 kHz) mit einer Sendeleistung von 1400 Kilowatt (bis 1976 2000 Kilowatt). Der Betrieb wurde mittlerweile eingestellt. Er besteht aus zwei parallel geschalteten 1000-Kilowatt-Sendern, die mit 700 Kilowatt Ausgangsleistung betrieben werden. Eine dritte 1000-Kilowatt-Einheit ist seit 1983 vorhanden. Obgleich dieses Gerät nur als Reservegerät dient, ist es möglich, alle drei Einheiten parallel zu schalten, was einen Betrieb mit einer Sendeleistung von 3000 Kilowatt erlauben würde. Als Antenne dient beim Langwellensender Roumoules eine Richtantenne mit einem Maximum, das in Richtung Nordwesten zeigt (Azimut: 309°). Sie besteht aus drei 300 Meter hohen abgespannten, fußpunktgespeisten Stahlfachwerkmasten, die gegen den Boden isoliert sind. Als Reserveantenne ist ein 330 Meter hoher abgespannter Stahlfachwerkmast vorhanden, der ebenfalls einen gegen Erde isolierten fußpunktgespeisten selbststrahlenden Sendemast darstellt. Dieser Mast erlaubt nur einen Rundstrahlbetrieb. Das Erdungssystem des Langwellensenders beträgt 200 Kilometer. Es umfasst einen Bereich von 150 Hektar. Da der Bereich um den Mast landwirtschaftlich genutzt wird, wurden die Erdungsdrähte in eine Tiefe von 80 Zentimetern verlegt.

## Mittelwellensender
1987 wurde in der Nähe eine Richtantenne für die Mittelwellenfrequenz 1467 kHz mit umschaltbarer Richtcharakteristik gebaut. Sie besteht aus fünf gegen Erde isolierten abgespannten Stahlfachwerkmasten und erlaubt Richtstrahlung in folgende Richtungen:
| Destination                   | Azimuth |
| ----------------------------- | ------- |
| Skandinavien                  | 25°     |
| Osteuropa                     | 85°     |
| Italien and Griechenland      | 150°    |
| Spanien, Portugal, Nordafrika | 241°    |
| UK                            | 325°    |

Die Umschaltung selbst dauert nur 5 Sekunden. Bemerkenswert ist, dass neben den Mastfundamenten keine Abstimmhäuser wie bei den meisten vergleichbaren Anlagen existieren, sondern dass die Abstimmelemente im Freien stehen. Sowohl die Speiseleitung des Mittel- als auch die des Langwellensenders sind als Reusenleitung ausgeführt. Der Mittelwellensender Roumules hat eine Ausgangsleistung von 1000 Kilowatt. Er wird auch für die Übertragung des religiösen Programms von Trans World Radio verwendet. Im Unterschied zum Langwellensender, der ganztags in Südfrankreich, in Norditalien, in der Schweiz und in Süddeutschland gut empfangen werden kann, kann dieser Sender tagsüber nur im Umkreis von 100 Kilometer um Roumoules gut empfangen werden. Jedoch können seine Wellen wegen seiner ausgezeichneten Raumwellenausbreitung mindestens die gleiche Strecke wie die des Langwellensenders zurücklegen.

## Stromversorgung
Der Sender Roumoules hat eine große Leistungsaufnahme. Diese wird durch zwei Transformatoren mit einer Leistung von 5000 Kilowatt bereitgestellt. Die benötigte Energie wird durch eine 150-kV- und eine 220-kV-Leitung geliefert. Diese Art der Spannungsversorgung, die stark überdimensioniert scheint (etwa vergleichbar mit einem Ort von 5000 Einwohnern mit einem eigenen Umspannwerk für 150 kV), stellt eine Methode der Stromversorgung dar. Trotzdem gibt es ein Notstromaggregat mit 3300 Pferdestärken (2460 Kilowatt) in Roumoules und die Möglichkeit der Stromversorgung aus dem Mittelspannungsnetz mit 20 kV.

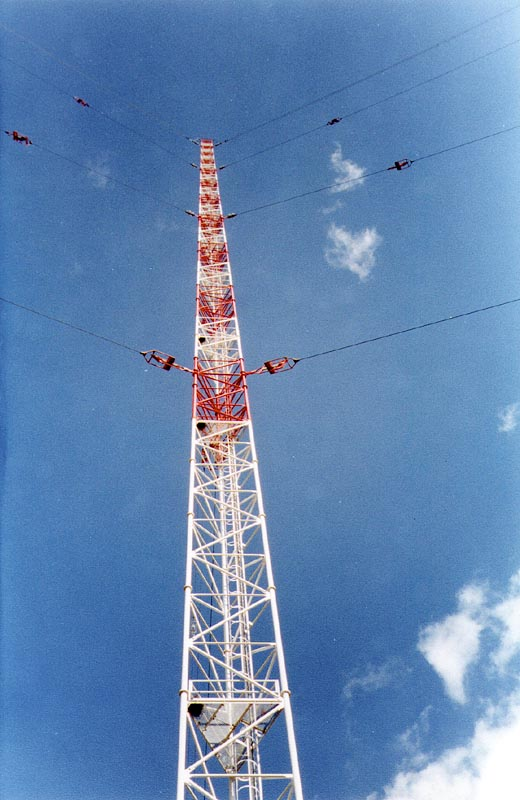
Einer von drei Langwellenmasten, die das Programm von RMC verbreiten
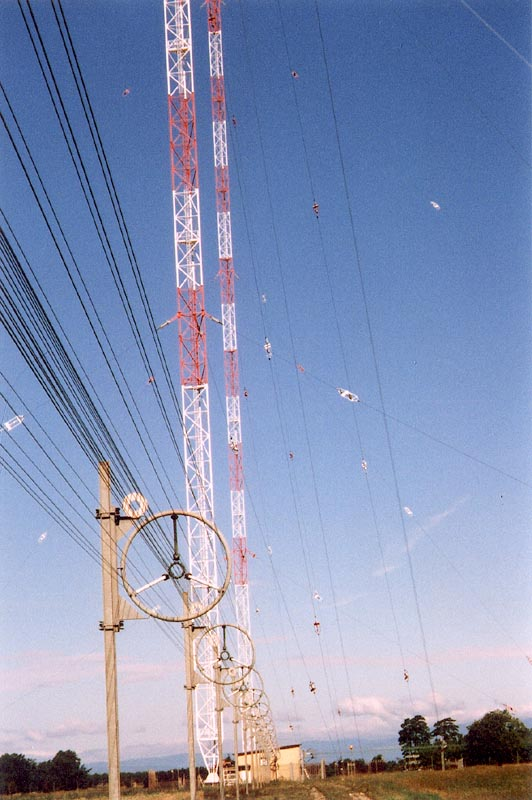
Langwellenmasten von RMC
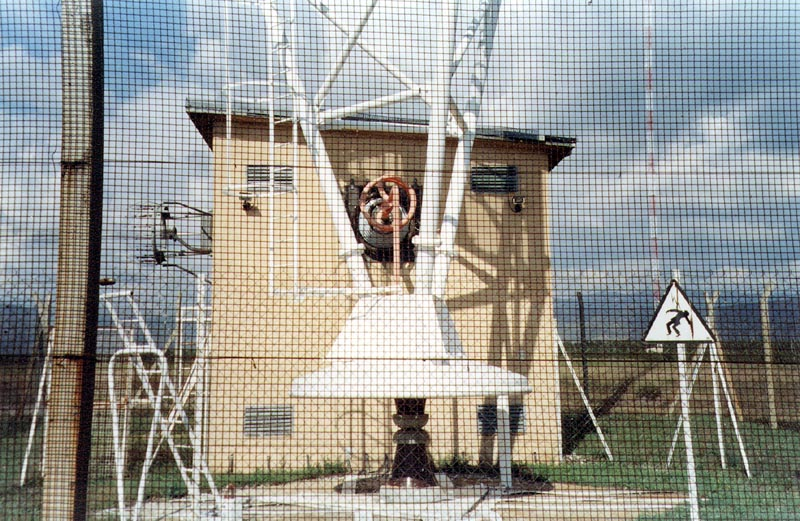
Isolator aus Keramik, der an der Mastbasis die galvanische Isolation gegenüber dem Boden gewährleistet (Marconi-Antenne)
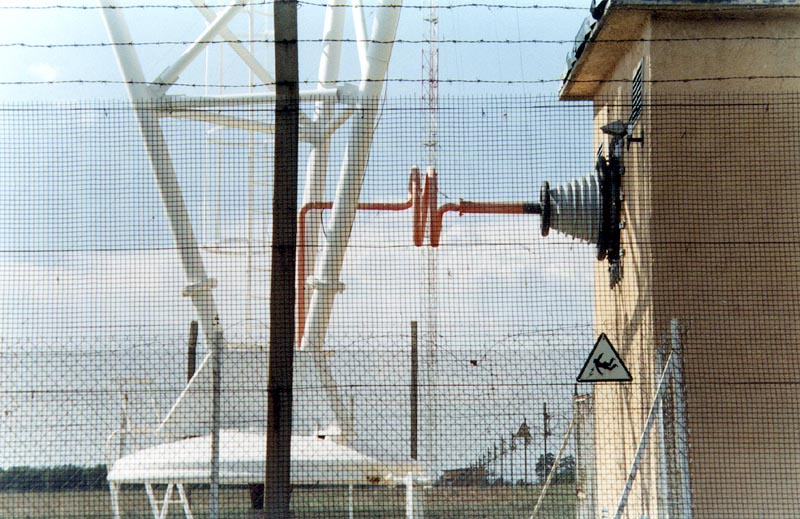
Selbstinduktionsspule an der Basis eines Mastes
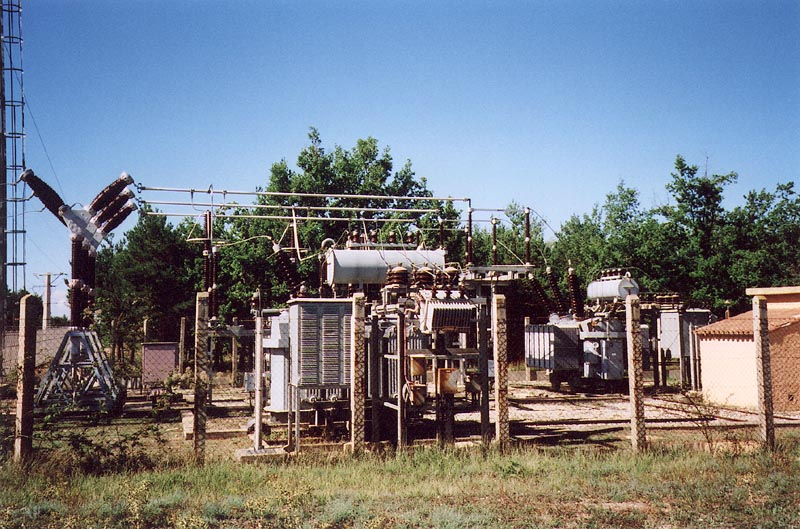
Transformatorenanlage 225/20 kV, welche die Versorgung mit Strom gewährleistet